# King of Clubs
King of Clubs è il primo album da solista del chitarrista statunitense Paul Gilbert, pubblicato nel 1998.

## Tracce
Testi e musiche di Paul Gilbert, eccetto dove indicato.
1. Champagne – 3:20
2. Vinyl – 3:36
3. Girls Who Can Read Your Mind – 3:30
4. I'm Just In Love – 1:56
5. The Jig (strumentale) – 2:24 (J. S. Bach, arr. Gilbert)
6. Girlfriend's Birthday – 2:59
7. Bumblebee – 4:22
8. Streetlights – 4:57
9. My Naomi – 4:21
10. Double Trouble – 3:07
11. Million Dollar Smile – 2:19
12. The Jam (strumentale) – 19:35

## Formazione
- Paul Gilbert – voce, chitarra, pianoforte, organo, basso, tamburello basco e batteria (traccia 4)
- Pat Torpey – batteria (tracce 1 e 7)
- Jeff Martin – batteria (tracce 2-3, 5-6 e 8-12)
- Bruce Bouillet – chitarra (traccia 12)
- John Alderete – basso (traccia 12)